# Абэномика
Абэно́мика или Абээконо́мика (яп. アベノミクス кан. 安倍ノミクス) — неологизм, использующийся для описания экономической политики, проводящейся правительством премьер-министра Японии Синдзо Абэ начиная с 26 декабря 2012 года.
Экономика Японии находится уже три десятилетия в экономическом «застое» и постоянной дефляции (потерянное тридцатилетие). Дефляция в Японии началась с середины 1990-х годов (в пределах −1 %). Банк Японии совместно с правительством пытался ликвидировать дефляцию за счёт снижения процентных ставок и «количественного смягчения», но не смогли создать устойчивый рост денежной массы, и дефляция сохранилась. Данный экономический феномен назвали «японская болезнь». О причинах этой затяжной «болезни» в экономической науке всё ещё ведутся дискуссии. Чтобы вырваться из дефляции, разогнать инфляцию и повысить экономический рост, правительство премьер-министра Японии Синдзо Абэ, начиная с 2012 года проводило экономическую политику, названую «Абэномикой». Главными мерами этой политики были искусственная девальвация иены путём удвоения денежной массы в стране, количественное смягчение, фискальное стимулирование и структурные реформы. Однако данные меры не помогли добиться желаемого результата. Её основным идейным вдохновителем и советником Абэ стал Коити Хамада, профессор Йельского университета японского происхождения. К 2021 году государственный долг Японии достиг 263,141 % от ВВП, став вторым в мире по относительной величине после Венесуэлы (306,953 %). Джозеф Стиглиц положительно оценил абэномику. Термин составлен путём соединения фамилии премьер-министра Японии «Абэ» со словом «экономика».

## Вдохновители и исполнители
Абэ ушёл с должности премьер-министра 26 сентября 2007 года, но вернулся в политику 26 декабря 2012 года, обещая быстро простимулировать экономику Японии путём беспрецедентной в истории страны политики резкой девальвации национальной валюты иены. Его основным идейным вдохновителем и советником стал Коити Хамада, профессор Йельского университета японского происхождения. Главной целью абэномики является желание обоих побороть 20-летнюю дефляцию за счёт мощного смягчения политики Банка Японии. В свою очередь, Харухико Курода, возглавляющий Банк Японии и проводящий смягчение, поставил перед своим учреждением ещё более конкретную цель: довести ежегодную инфляцию в стране до показателя в 2 %. Для достижения этой цели Центробанк страны должен был просто печатать деньги до тех пор, пока показатель в 2 % не будет достигнут. По расчётам Куроды, это должно было произойти в течение двух лет, к концу 2014 года. Также для достижения этой цели каждый месяц в течение этого срока Банк Японии должен был продолжать выкупать активы на 7 трлн иен. По итогам 2014 года инфляция достигла годового показателя 1,3 %, эксперты МВФ ожидают достижения желаемого уровня в 2 % не раньше 2016 года.

## «Три стрелы» Абэномики
Для выхода из кризисной ситуации Синдзо Абэ предложил программу «Трёх стрел». Первая из них — достижение целей по росту цен. Для этого Абэ предложил уже известную во всём мире схему «накачивания» экономики дополнительной ликвидностью. Основное отличие его программы от аналогичных в других странах — бессрочность её действия. Банк Японии независим от решений правительства, поэтому премьеру пришлось сильно постараться, чтобы убедить руководство центрального банка пойти на этот шаг.
Синдзо Абэ также придерживается мер по стимулированию из бюджета различных программ, направленных на развитие инфраструктуры, а также оказание помощи районам, пострадавшим от природных катаклизмов (вторая «стрела»). Эти меры направлены прежде всего на стимулирование экономического роста. При этом премьер-министр не забывает и о проблемах государственного долга, однако считает более приоритетным именно развитие экономики на нынешнем этапе.
И, наконец, третья «стрела» направлена на выработку мер по проведению реформ в государственном секторе, которые способствовали бы привлечению инвестиций, а также росту потребления. По сути, все три «стрелы» вместе должны развернуть движение по дефляционной «спирали» в обратную сторону от сужения, к расширению. Если в нынешней ситуации рецессия стимулирует дефляцию, а та, в свою очередь, стимулирует рецессию, по мнению Синдзо Абэ, экономический рост будет стимулировать инфляцию, которая должна оказаться отличным подспорьем для дальнейшего экономического роста.

## Результаты
Результаты новой политики печатания дополнительных денег не заставили себя долго ждать. Всего за 4 месяца внедрения абэномики курс иены обесценился к доллару более чем на 20 %, однако экспорт вырос не так значительно, как ожидалось. Более того, новый курс правительства обнаружил и ряд очевидных изъянов, которые в будущем могут привести не только к дефолту самой Японии, но и к кризисным явлениям в экономиках стран, тесно контактирующих с Японией.

### Положительные
- по совокупному индикатору, учитывающему промышленный рост, объём розничных продаж и предложение новых рабочих мест, Япония вышла на самый высокий уровень за последние пять лет
- по темпам роста экономики Япония сейчас лидирует в семёрке промышленно развитых государств
- японские акции в 2013 г. показали крупнейший рост более чем за 40 лет благодаря абэномике[12]
- ВВП Японии в 2013 году рос на протяжении трёх кварталов[13]
- годовой рост ВВП составил 1,9 %[14].

### Отрицательные
- усиленное бегство капитала за рубеж вместо вложения в модернизацию производства внутри страны. Спасаясь от дешевеющей иены, японские предприниматели усиленно вкладывают деньги в долговые евроденоминированные облигации даже таких относительно рискованных стран, как Испания и Италия. В результате активного спроса на них со стороны японцев процентные ставки упали, что, однако, создало иллюзию того, что экономики этих стран успешно преодолели кризис
- дорожающий импорт энергоносителей, который фактически сводит на нет все достижения от роста экспорта
- из-за удешевления иены экспорт Японии дешевеет. Поскольку значительная часть экспорта направляется в США, то де-факто Япония экспортирует туда и дефляцию. Правительство уже заговорило о риске дезинфляции и дефляции[15]
- КНР и Южная Корея, имеющие более дорогие валюты, выразили своё недовольство новой политикой, угрожая перейти к валютной войне
- увеличение госдолга Японии, который достиг 263 % ВВП (10 триллионов долларов США) к декабрю 2022 года.[когда?]
- разгон инфляции приведёт к росту стоимости обслуживания госдолга Японии, что может привести к дефолту: при 2%-й ставке 80 % годового бюджета страны будет уходить на выплату процентов по гособлигациям (хотя 90 % облигаций принадлежат самим гражданам Японии)[источник не указан 3338 дней]
- впоследствии, чтобы платить по долгам, Банк Японии может начать выкупать обязательства ещё быстрее, а это приведёт к гиперинфляции
- ряд критиков полагает, что истинная причина стагнации и дефляции в Японии лежит не в экономической, а в демографической плоскости (население стареет и постепенно сокращается).

## Оценки
Нобелевский лауреат по экономике Джозеф Стиглиц в апреле 2013 года положительно оценил абэномику. «В общем, нет сомнений, что абэномика сработает: в стране низкое неравенство, сильные институты, высокообразованная рабочая сила с прекрасными техническими навыками и чувством красивого, и она расположена в самом быстроразвивающемся регионе мира. Япония должна стать лучом света в унылом царстве мировой экономики».